# Avillers (Vosges)
Avillers ([aviˈlɛʁ] ⓘ) ist eine französische Gemeinde mit 87 Einwohnern (Stand: 1. Januar 2022) im Département Vosges in der Region Grand Est (bis 2015 Lothringen). Sie gehört zum Arrondissement Neufchâteau (bis 2024 Épinal) und ist Mitglied im Gemeindeverband Communauté de communes de Mirecourt Dompaire. Die Bewohner werden Avillerois und Avilleroises genannt.

## Geografie
Die Gemeinde Avillers liegt acht Kilometer östlich der Kleinstadt Mirecourt und etwa 25 Kilometer nordwestlich von Épinal im Hügelland zwischen Mosel und Madon. Das 6,92 km² umfassende Gemeindegebiet umfasst einen Abschnitt des Madon-Nebenflusses Xouillon und die westlich und östlich terrassenförmig ansteigenden Plateaus, die landwirtschaftlich intensiv genutzt werden. Der Norden, Westen und Süden der Gemeinde ist mit Wald bedeckt (Le Cotel, Bois du Haut de Camerelle, La Fontenotte, Bois Masson), im äußersten Süden liegt mit 383 m über dem Meer der höchste Punkt der Gemeinde Avillers. Nachbargemeinden von Avillers sind Gircourt-lès-Viéville im Norden, Bouxurulles im Nordosten, Jorxey im Südosten, Ahéville im Süden, Vroville und Villers im Südwesten sowie Chauffecourt im Nordwesten.

## Geschichte
Avillers gehörte im Mittelalter zur Bailliage Darney; kirchlich teilweise zur Pfarrei in Jorxey, teilweise zur Pfarrei Rabiémont im Nachbarort Villers.
Das Bürgermeister- und Schulgebäude (Mairie-école) stammt aus dem Jahr 1858.

### Bevölkerungsentwicklung
Mit 87 Einwohnern (1. Januar 2022) gehört Avillers zu den kleinsten Gemeinden des Départements Vosges. Nachdem in der ersten Hälfte des 19. Jahrhunderts noch über 400 Personen gezählt wurden, nahm die Bevölkerungszahl seither stetig ab und unterschritt in den 1940er Jahren die 100-Einwohner-Marke.
| Jahr      | 1962 | 1968 | 1975 | 1982 | 1990 | 1999 | 2011 | 2021 |
| Einwohner | 89   | 77   | 66   | 62   | 78   | 88   | 93   | 85   |

Im Jahr 1831 wurde mit 476 Bewohnern die bisher höchste Einwohnerzahl ermittelt. Die Zahlen basieren auf den Daten von cassini.ehess und INSEE.

## Sehenswürdigkeiten
- Kirche St. Dominikus (Église Saint-Dominique)

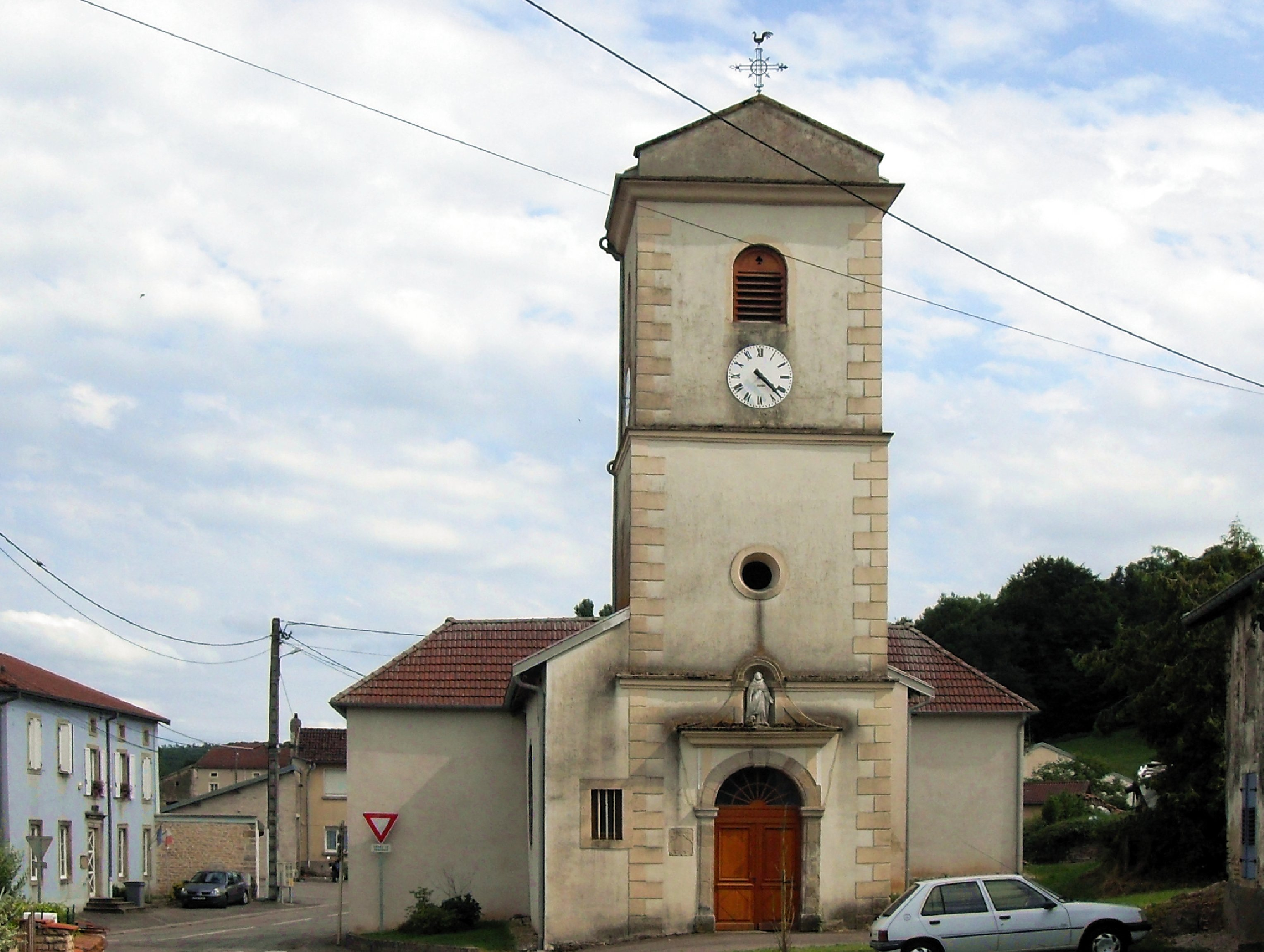
Kirche St. Dominikus

## Wirtschaft und Infrastruktur
Die Gemeinde hat ihren Charakter als kleines Bauerndorf weitgehend bewahrt. In der Gemeinde sind zwei Landwirtschaftsbetriebe ansässig (Milchwirtschaft, Rinderzucht).
Avillers liegt abseits der überregional bedeutenden Verkehrswege. Zwei Kilometer südlich des Dorfes verläuft die Straße zwischen Mirecourt nach Nomexy im Moseltal. Weitere Straßenverbindungen bestehen nach Gircourt-lès-Viéville und Villers. Der Bahnhof der nahen Kleinstadt Mirecourt liegt an der Bahnlinie von Nancy über Vittel nach Merrey, die von der TER Lorraine betrieben wird.

## Persönlichkeiten
- Xavier Alphonse Monchablon (1835–1907), französischer Maler, geboren in Avillers

## Belege
1. ↑  Avillers. (Memento vom 4. Oktober 2013 im Internet Archive; PDF; 101 kB) vosges-archives.com (französisch)
2. ↑  Avillers auf cassini.ehess.fr
3. ↑  Avillers auf insee.fr
4. ↑  Landwirtschaftsbetriebe auf annuaire-mairie.fr (französisch)